# 갤러가
《갤러가》(Galaga, 일본어: ギャラガ)는 남코에서 1981년 9월에 발매된 아케이드 게임으로, 대한민국에서는 갤러가의 복제 기판 "Galaga"에서 "Gallag"(일본어 표기는 ギャラッグ)로 되어 있어 갤러그 혹은 벌레잡기란 이름으로 알려져 있다. 그 밖에도 "NEBULOUS BEE", "ギャンダ(명칭 불명)" 등의 복제 기판도 있다.
제목의 '갤러가'는 '갤럭시'와 나방이란 뜻의 '蛾(가)'의 조어이다.
고정 화면형의 슈팅 게임으로 갤럭시안의 속편으로 등장, 발매 당시 참신한 게임 전개로 많은 팬들을 매료시켜 오랫동안 오락실에 놓이게 되었다. 또, 패밀리 컴퓨터, 플레이스테이션 등의 가정용 게임기나 PC로 이식이 되었으며, 1987년 12월엔 속편, 갤러가 '88이 발매되었다. 합체 기능이 있어 합체하면 더 빨리 적을 제압할 수 있지만 그만큼 공격당하는 피격 범위가 넓어지므로 위험도 따른다. 레벨이 오를수록 적의 속도와 발사하는 미사일의 양도 많아진다.
벌의 모습을 한 자코, 나비의 모습을 한 고에이, 딱정벌레 모습을 한 보스 갤러가가 주요 적으로 등장한다.

## 게임 내용

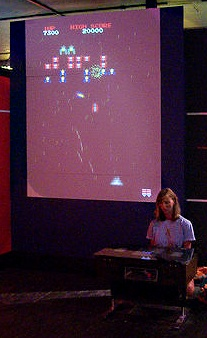

플레이어(파이터)를 조종하여, 각 스테이지에 나타나는 40대의 적기(갤러가)를 격추시킨다. 먼저 스테이지의 수가 표시된 후, 화면 외(위,왼쪽,오른쪽)에서 적의 편대가 화면에 배치된다. 스테이지 수가 진행되면서 등장하는 적이 몇 발의 미사일을 플레이어를 향해 발사하고, 몇 대의 편대가 플레이어를 향해 충돌하려고 한다.
모든 편대가 화면에 배치된 후 플레이어에 다소 가까운 적부터 하강 공격을 해온다. 단기로 공격하기도 하고, 보스 갤러가와 함께 편대를 짜고 오기도 하고, 스테이지 수가 진행되면서 적 1기가 3기로 분신을 하여 공격하기도 한다. 편대를 짜서 오는 적을 능숙하게 격추시키면 추가 보너스 점수를 받는다. 이 보너스 점수 시스템은 전작의 갤럭시안을 계승하고 있다.
보스 갤러가와 함께 편대를 짜고 올 경우
같이 편대를 짜고 오는 적기의 수가 많을 때(최대 2대) 보스 갤러가를 격추하면 보너스 점수를 받는다. 마지막에 격추 시킬 필요는 없다
분신을 하여 3기 편대로 올 경우
3기를 모두 놓치지 않고 격추시키면 추가 보너스를 받는다. 3기 편대는 마지막 1대를 놓쳐도 상단으로 복귀하므로 그 때 격추하여도 된다. 그러나 3기 편대가 화면에 있을 때 플레이어가 격추되거나 편대를 놓치면 변신 전의 상태로 돌아가며 보너스 획득을 할 수 없다.
또한 적기를 격추시킬 때 점수는 대기보다 하강 공격중일 때 점수가 높다. 이 또한 전작의 갤럭시안의 시스템과 동일하다.

### 플레이어 파워업
다음의 방법으로 플레이어가 파워업하여, 듀얼 파이터가 될 수 있다. 듀얼 파이터는 플레이어 기체 2대를 가로로 묶어놓은 상태인 것이며, 1회 공격에서 총알을 2발 동시에 발사할 수 있게 된다. 결과적으로 공격 범위가 넓어지지만, 공격당하는 피격 범위도 넓어진다.
1. 단독으로 향해오는 보스 갤러가가 플레이어의 약간 위쪽에서 트랙터 빔을 쏠때, 플레이어가 이것에 접촉하면, 회전하면서 빨아 올려버리면서 일단 적의 포로가 된다. 포로가 된 플레이어 기체는 빨간색으로 바뀐다.
2. 이후, 포로가 된 플레이어 기체를 데리고 다시 공격하는 보스 갤러가를 격추시키면, 포로가 된 플레이어 기체를 되찾을 수 있으며, 듀얼 파이터로 구성된다.

그러나, 어디까지나 ‘공격중’인 보스 갤러가를 잡아야 하고, 대기 중에 격추시켜버리면, 포로가 된 플레이어 기체는 적으로 다른 적기와 같은 움직임으로 공격해온다. 그러나, 이것을 맞추지 않고, 화면 밖으로 빠져 나가게하면, 한 스테이지에서 완전히 나와 없어지고, 다음 스테이지에서 마지막에 나타나 왼쪽에서 두번째 보스 갤러가 바로 위에 정렬된다. 그 후, 다시 보스 갤러그가 데리고 공격할 때, 재차 탈환이 가능해진다.
포로가 된 플레이어 기체를 격추해 버리면 “구출 실패”가 되어, 1000점을 획득하지만, 결과적으로 플레이어 1기를 잃게 된다.
잔기(남은 기체 수)가 없는 상태에서 보스 갤러가의 트랙터 빔에 걸려 포로가 되어 버리면, 그대로 게임 오버가 된다. 듀얼 파이터 때는 보스 갤러가가 트랙터 빔을 쏘지 않는다.

### 적기

#### 자코
벌의 형태를 하고 있다. 화려하게 움직이지 않지만, 화면 하단에 1회전을 하는 성질이 있다. 하단에 1회전을 하고 상단으로 복귀한다. 전투 스테이지를 중심으로 등장하는 기본 캐릭터의 하나이다. 3단계 챌린지 스테이지(한 편대 전멸시 1000점)에도 등장한다.

#### 고에이
나비 또는 나방의 형태를 하고 있다. 좌우로 미세하게 움직이며 플레이어를 겨낭한다. 보스 갤러가와 함께 편대를 짜고 공격을 해오기도 한다. 이것도 기본 캐릭터의 하나. 또한 자코, 보스 갤러가, 전갈, 갤럭시안 보스를 제외한 적기의 격추 효과음은 모두 고에이와 동일하다. 스테이지 7의 챌린지 스테이지(한 편대 전멸시 1000점)에도 등장한다.

#### 보스 갤러가
딱정벌레의 형태를 하고 있으며, 기본 캐릭터의 하나. 내구력이 있어서 2발을 쏴야 격추 시킬 수 있는 유일한 캐릭터. 플레이어가 듀얼 파이터가 아닌 상태에서 트랙터 빔을 싸서 플레이어를 잡으려고 한다. 챌린지 스테이지에서의 모든 스테이지에 2번때 편대에서 등장한다. 하강 공격을 하는 보스 갤러가를 격추하면 적기가 몇 초간 공격을 해오지 않는다.

#### 톤보
잠자리의 형태를 하고 있으며, 스테이지 11의 챌린지 스테이지 (한 편대 전멸시 1500점)에서 등장.

#### 사소리
전갈 형태를 하하고 있으며, 스테이지 4~6에서 자코 또는 고에이가 변신하여 3기 편대로 하강해 오는 캐릭터. 3기 모두 격추하면 1000점의 보너스를 얻는다. 격추시 효과음은 보스 갤러가와 동일. 스테이지 15의 챌린지 스테이지(한 편대 전멸시 1500점)에도 등장한다.

#### 모미지
스테이지 19의 챌린지 스테이지 (한 편대 전멸시 2000점)에서 등장. 생물인지 무엇인지 알 수 없는 캐릭터. 이름은 단풍잎에서 따왔다.

#### 미도리
스테이지 8~10에서 자코 또는 고에이가 변신하여 3기 편대로 하강해 오는 캐릭터. 3기 모두 격추하면 2000점의 보너스를 얻는다. 스테이지 23의 챌린지 스테이지 (한 편대 전멸시 2000점)에도 등장한다. 가오리 비슷한 모습을 하고 있다.

#### 갤럭시안 보스
스테이지 12~14에서 자코 또는 고에이가 변신하여 3기 편대로 하강해 오는 캐릭터. 분신이 고속으로 플레이어를 향해 오는 것이 특징이다. 3기 모두 격추하면 3000점의 보너스를 얻는다. 격추시 효과음은 보스 갤러가에서 1대를 맞출 때와 동일하다. 스테이지 27 챌린지 스테이지 (한 편대 전멸시 3000점)에도 등장한다. 전작 갤럭시안에서 등장하였던 캐릭터. 또한 스테이지 16에서부터 3기 편대는 다시 전갈로 등장하면서 반복된다.

#### 엔터프라이즈
스타 트렉의 엔터프라이즈 호에서 따왔다. 스테이지 31의 챌린지 스테이지 (한 편대 전멸시 3000점)에서 등장. 이후 챌린지 스테이지에서는 다시 자코가 나오면서 반복된다. 단, 이후에는 한 편대 전멸시 보너스 점수는 모두 3000점으로 통일된다.

### 챌린지 스테이지
처음 2스테이지를 클리어 한 후 3스테이지에 돌입할 때 '챌린지 스테이지(Challenging Stage)'가 뜬다. 이른바 '보너스 스테이지'이며 다양한 편대 비행을 하는 적기를 격추시켜 점수를 획득한다. 이 단계에서는 적은 전혀 공격하지 않고 플레이어 위치까지 하강 하지 않기 때문에 챌린지 스테이지에서 죽을 일은 없다. 비행 방법은 거의 단순한 직선을 그리거나, 큰 동그라미를 그리거나, 계단 형태로 움직이거나, 8자 모양으로 나눠서 움직이는 것 등이 있다. 편대 비행은 각 편대 8기씩 5쌍으로 나오는데, 2번때 편대에서는 보스 갤러가가 포함되어 있으며, 마찬가지로 2발을 쏘아야 격추된다.
챌린지 스테이지의 보너스는 '격추 적기x100점'으로 모두 격추할 경우 스페셜 보너스로 '10000점'을 얻는다. 그 외에 각 편대를 전멸할 때 보너스 점수를 준다.
챌린지 스테이지는 총 8가지이며, 각 챌린지 스테이지에 등장하는 캐릭터와 움직이는 방법이 정해져 있으므로, 미리 어떤 캐릭터가 어떤 움직임을 하는지를 기억하는 것이 포인트. 플레이어가 듀얼 파이터일 경우 모두 격추하는 것에 유리하다.

### 그 외
- 게임 오버가 된 후, 발사 미사일 수, 명중 미사일 수, 명중률이 표시된다. 그러나 이것이 점수 및 순위에 영향을 주지 않는다.
- 스테이지 시작 직후에 나오는 적 캐릭터를 한번 발사에 2마리로 맞출 수 있다. 그 후 적의 미사일에만 맞고 게임 오버가 되면 명중률이 200%가 된다.
- D 랭크 설정의 경우, 스테이지 1에서 왼쪽에 있는 두대의 적기 중 하나를 남기고 그대로 장시간 (빠르면 5분, 느리면 1시간 반, 평균 20분 정도) 대기하고 있는 경우 적기가 전혀 총알을 쏘지 않게 되고, 이 상태로 그 1대를 격추시키면, 이후 스테이지에서도 적기가 전혀 총알을 쏘지 않게 되므로, 이를 성공하면 쉽게 게임을 공략할 수 있다. 그러나 이 버그를 이용하여 무한으로 플레이하는 유저들이 등장하면서, 북미판(미드웨이 게임스 판)에서는 이 비기를 사용하려고 하면, 플레이어 기체가 갑자기 폭발하는 제한을 걸어놓았다. 또한 드물기는 하지만 버그 수정 버전도 존재하는데, 그 기판에서는 잔기 표시가 최대 7대까지 표시된다.
- 플레이어 기체가 보스 갤러가의 트랙터 빔에 걸려도 완전히 포로가 되기 전까지(기체가 붉은 색이 되기 전에)는 총알을 발사 할 수 있다. 이를 통해 트랙터 빔을 발사하고 있는 보스 갤러가를 없애 거기에서 탈출하는 방법도 있다. 패미컴판에서는 회전 중 발사 시점에 따라 비스듬히 총알이 발사 된다.
- 이후의 남코 게임에서 숨겨진 캐릭터인 “스페셜 플래그”가 등장하고 있기 때문에, 일부에서는 “갤러그도 스페셜 플래그가 있는 것은 아닐까?”하는 소문도 있었다. 그러나, 본 게임에서는 스페셜 플래그는 등장하지 않는다. (다음 작품인 Gaplus에서 등장한다.)
- 갤러가의 점수는 최대 990,000점까지만 올릴 수 있다. 1,000,000점을 초과하면 점수가 0으로 돌아가게 된다.(그러나 화면 상단의 “HIGH SCORE”란에서는 1,000,000점 이상 직전의 점수가 남는다.) 또한 1,000,000점을 초과하면 EVERY EXTEND 설정으로도 잔기 수가 증가하게 된다.
- 스테이지의 개수는 최대 255까지이며, 255판(챌린지 스테이지)를 클리어하면 (딥 스위치의 설정에 따라) 1판으로 돌아가는 것도 있지만, 대부분의 버전은 스테이지가 0이 된다. 스테이지가 0이 되면 대개 갤러가가 1마리가 표시되고 난 후 강제 리셋이 된다.
- 데모 플레이 중, 플레이어를 어느 정도 제어할 수도 있다. 이를 통해 적을 전멸시켜 버리는 것도 가능하고, 본 게임 중에서는 일어나지 않는 버그 화면이 될 수도 있다.

## 비고
방송인 손석희는 취업준비생 시절 갤러그를 플레이하여 150만점을 기록한 적이 있다고 2008년 9월 18일 방송된 손석희의 시선집중에서 밝힌 바 있다.

## 특이 사항
스테이지 255를 클리어하여 스테이지 256에 가면 아케이드 판의 경우 아예 다운되어 버리지만, 패밀리 컴퓨터나 MSX의 경우 오른쪽에 표시되어 있던 스테이지 마크가 아예 없어지며 스테이지 257부터 스테이지 마크가 다시 1로 시작하여 순서대로 표시된다.

## 평가
| 평가 |        |
| --- | ------ |
| 평론 점수 평론사 점수 올게임 [ 5 ] 유로게이머 [ 6 ] 패미츠 24/40 [ 7 ] 게임스팟 6.5/10 [ 8 ] 게임스파이 8/10 [ 9 ] IGN 7.5 [ 10 ] 닌텐도 라이프 7/10 [ 11 ] Joystick 80% [ 12 ] Electric Playground 8/10 [ 13 ] |        |
| 평론 점수 |        |
| 평론사 | 점수   |
| 올게임 | [ 5 ]  |
| 유로게이머 | [ 6 ]  |
| 패미츠 | 24/40  |
| 게임스팟 | 6.5/10 |
| 게임스파이 | 8/10   |
| IGN | 7.5    |
| 닌텐도 라이프 | 7/10   |
| Joystick | 80%    |
| Electric Playground | 8/10   |

## 참고 자료
- マイコンBASICマガジン編集部 『All about NAMCO』電波新聞社 1986년 12월 ISBN 978-4885541070